# Рокитне (Шепетівський район)
Роки́тне —  село в Україні, у Ізяславській міській громаді Шепетівського району Хмельницької області. Населення становить 45 осіб (2008).
Розташоване за 7 км на південь від Білогородки; 9,5 км від залізничної станції Білгородка та за 31 км на південний захід від Ізяслава.

## Історія
7 (20) листопада 1917 року, відповідно до Третього Універсалу Української Центральної Ради, увійшло до складу Української Народної Республіки.
12 червня 2020 року, відповідно до розпорядження Кабінету Міністрів України № 727-р «Про визначення адміністративних центрів та затвердження територій територіальних громад Хмельницької області», увійшло до складу Ізяславської міської територіальної громади.
19 липня 2020 року, в результаті адміністративно-територіальної реформи та ліквідації Ізяславського району, село увійшло до складу новоутвореного Шепетівського району.

## Економіка
Землі села належать до окремої рільничої бригади ТОВ ІВК «Рідний край». На території села розміщено також тваринницькі приміщення. Від підприємства працює продуктовий магазин.

## Соціальна сфера
На території села функціонує фельдшерсько-акушерський пункт, де працюють фельдшер і санітарка. Шкільний автобус відвозить дітей до школи і дитячого садка, які розташовані у Білогородці.